# Grudziądzkie Towarzystwo Kultury
Grudziądzkie Towarzystwo Kultury (GTK), organizacja społeczno-kulturalna, działająca w Grudziądzu.
Powstało 5 sierpnia 1976 jako kontynuacja istniejącego wcześniej oddziału Kujawsko-Pomorskiego Towarzystwa Kulturalnego (KPTO). Pierwszym prezesem, w latach 1976–2007 była Karola Skowrońska. Do lipca 1997 było oddziałem Toruńskiego Towarzystwa Kultury, które dotowało działalność, od lipca 1997 GTK jest samodzielne. Okresowo w skład federacyjnej struktury GTK wchodziły również inne organizacje (ich lokalne oddziały), m.in. Polskie Towarzystwo Historyczne, Polskie Towarzystwo Miłośników Astronomii, PTTK, Grudziądzkie Towarzystwo Fotograficzne "Kontrasty", a także sekcje, w tym Sekcja Twórczości Literackiej. W latach siedemdziesiątych GTK organizowało plenery malarskie i rzeźbiarskie, wystawy artystyczne i kwiatowe, koncerty, spotkania autorskie z pisarzami, natomiast w latach osiemdziesiątych XX w. koncentrowano się na działalności zmierzającej do upamiętnienia historycznych miejsc i zasłużonych ludzi związanych z miastem, m.in. nadzorując odbudowę Pomnika Żołnierza Polskiego. Towarzystwo wydało szereg publikacji książkowych, w tym album Grudziądz (1991), Dzieje Grudziądza, t. 1 (1992), Jerzy Krzyś, Kalendarium Grudziądz 2000 (1999), coroczny "Kalendarz Grudziądzki" (1, 1997 - 13, 2008), przewodniki turystyczne. Siedzibą GTK do 2007 była Biblioteka Miejska. 
Obecnie prezesem GTK jest Małgorzata Ambrosius-Okońska, a siedziba znajduje się w Centrum Kultury Teatr. Karola Skowrońska i były wiceprezes Bolesław Krzemień zostali obdarzeni godnością Honorowego Prezesa Grudziądzkiego Towarzystwa Kultury. W skład GTK wchodzą ponadto: Koło Miłośników Dziejów Grudziądza (KMDG) - przewodniczący Tadeusz Rauchfleisz, Sekcja Miłośników Roślin Ozdobnych (KMRO) - przewodnicząca Ewa Zalewska. Zebrania sekcji odbywają się w Klubie Centrum przy ul. Moniuszki 10. KMDG, założone 1986 i skupiające 146 osób, opublikowało ponad 200 broszur dotyczących historii Grudziądza. KMRO, liczące ponad 50 członków, organizuje pod auspicjami GTK doroczne konkursy "Ozdabiamy domy kwiatami". 
Obecnie poza działalnością wydawniczą o charakterze regionalnym Grudziądzkie Towarzystwo Kultury działa na rzecz inspiracji społeczności miasta na rzecz włączania się w tworzenie kultury i tworzenie więzi ponadpokoleniowych opartych na uczestnictwie w kulturze. Ostatnim tego przykładem jest szereg warsztatów fotograficznych dla amatorów uwieńczonych wystawą. Zachowując dotychczasowy kierunek wydawniczy aktualnie GTK inspiruje do współpracy twórców różnych dziedzin i to jest nowy kierunek działania Towarzystwa.
Do zasłużonych działaczy GTK należą m.in. Ryszard Boguwolski, Edwin Brzostowski, Eugeniusz Chmielewski, Stanisław Poręba, Adam Wolnikowski.